# Hábitat para la Humanidad México
Hábitat para la Humanidad México (HHM) conocida como Hábitat para la Humanidad, es una organización no gubernamental y no lucrativa. fundada en 1989. HHM promueve el reconocimiento a la vivienda como derecho fundamental.
Es parte de la organización internacional Habitat for Humanity, con presencia en 70 países de América Latina y el Caribe. El objetivo de la organización es que las personas tengan un lugar adecuado donde vivir.
Sus colaboradores construyen viviendas adecuadas y fáciles de mantener, para personas de escasos recursos en diversos países del mundo. Su sede administrativa internacional se encuentra en Atlanta y su sede de operaciones en Americus, Georgia. Cuenta con cinco oficinas centrales en el Mundo: Estados Unidos y Canadá, África y Medio Oriente (Pretoria, Sudáfrica), Asia-Pacífico (Bangkok, Tailandia), Europa y Asia Central (Bratislava, Eslovaquia) y América Latina y el Caribe (San José, Costa Rica).

Las viviendas se construyen gracias a voluntarios que participan en las jornadas de trabajo.

## Misión y Visión

### Visión
Un mundo donde todos tengan un lugar adecuado para vivir.

### Misión
Hábitat para la Humanidad convoca a la gente para construir viviendas, comunidades y esperanza, y así mostrar el amor de Dios en acción.

### Principios de la misión
- Demostrar el amor de Jesucristo.
- Enfocarse en la vivienda.
- Abogar por viviendas adecuadas.
- Promover la dignidad y la esperanza.
- Apoyar un desarrollo comunitario, transformador y sostenible.

## Historia
En 1976, Millard y Linda Fuller fundaron Hábitat para la Humanidad. El concepto de Hábitat nació en una comunidad cristiana de Americus, Georgia llamada Granja Koinonía. Junto a su esposa, Millard Fuller pasó varios años en la Granja y desarrolló el Fondo para la Humanidad que consistía en dar créditos de materiales sin intereses y construir las viviendas entre los miembros de la comunidad.
En 1989, en Ixmiquilpan Hidalgo, nos constituimos como Hábitat para la Humanidad México, 